# 교황 파비아노
교황 파비아노(라틴어: Fabianus, 이탈리아어: Fabiano)는 제20대 교황(재위: 236년 1월 10일~250년 1월 20일)이다.
사후 시성되었으며, 축일은 1월 20일이다.

## 교황 선출
에우세비오가 쓴 《교회사》에는 파비아노가 어떻게 교황으로 선출되었는지에 대한 기록이 있다. 본래 파비아노는 평신도였지만, 새 교황을 뽑기 위한 선거가 실시되는 동안 하늘에서 비둘기 한 마리가 내려와 파비아노의 머리 위에 내려앉았다고 한다. 이를 본 사람들에게는 그 모습이 마치 예수가 요르단강에서 세례자 요한으로부터 세례를 받았을 때 성령이 비둘기의 모습으로 하늘에서 나타나 내려온 모습과 같이 보였다. 누가 새 교황으로 적합한지를 하느님이 자신의 뜻을 밝힌 것이라고 여긴 그들은 그 자리에서 파비아노를 안수를 통해 사제와 주교로 연이어 서품하고 새 교황으로 등극시켰다고 전해 내려온다.

## 교황
파비아노는 필리푸스 아라브스와 그의 아들에게 세례를 주었으며, 여러 카타콤바를 많이 건축할 것을 지시하였다. 그 중에는 성 갈리스토 카타콤바 안의 교황 납골당도 포함되어 있었다. 교회 조직을 개편하였으며, 순교자들의 목록을 등재하는 서기들을 임명했다고도 전해진다.
또한, 파비아노는 로마 황제들의 연이은 박해로 기독교 공동체가 점차 사라져가자 이를 만회하기 위해 갈리아 지역의 복음화를 위해 그곳으로 선교사들을 파견하였다고 전해진다. 파비아노의 지시에 따라 가시아노, 트로피모, 나르본의 바오로, 사투르니노, 디오니시오, 아우스트레모니오, 마르티알리스 등 일곱 명의 주교가 복음을 전파하기 위하여 갈리아를 향해 떠났다. 그리고 사르데냐로 유배되어 세상을 떠난 전임 교황 폰시아노와 히폴리토의 시신을 로마로 가져와 성대하게 예를 갖춘 후 성 갈리스토 카타콤바에서 장례 미사를 집전하였다.
파비아노는 데키우스 황제 치하의 기독교 박해 시기에 순교하였는데, 가장 먼저 죽임을 당한 이들 가운데 한 사람이었다.
《교황 연대표》에는 당시 파비아노의 행적에 대해 다음과 같이 서술하고 있다. “그는 로마 시내를 일곱 구역으로 나누어 각 구역마다 담당 부제들과 차부제들을 임명하여 관리하게 하였다. 그리고 순교자들의 행적을 모아 더욱 충실하게 하였다. 이밖에도 그는 많은 일들을 해내었다.”(Hic regiones dividit diaconibus et fecit vii subdiacones, qui vii notariis imminerent, Ut gestas martyrum integro fideliter colligerent, et multas fabricas per cymiteria fieri praecepit.)
비록 파비아노에 대해서는 그다지 많은 정보가 남아 있지는 않지만, 그가 초대 기독교 역사에서 매우 중요한 역할을 했다는 것만은 분명하다. 치프리아노는 파비아노를 존경할 만한 사람으로 인정하였을 뿐 아니라 그의 일관된 행정을 칭찬하였다. 노바시아노 역시 자신의 저서에서 파비아노에 대해 언급하기를, 그가 전임자인 교황 폰시아노가 단죄한 오리게네스가 화해의 표시로 보낸 서한에 응하지 않았다고 하였다. 또한, 아프리카의 주교 람베시스의 프비바투스에 대한 단죄를 인정하였다.
파비아노의 시신은 성 갈리스토 카타콤바에 안장되었다가 나중에 교황 클레멘스 11세에 의해 산 세바스티아노 푸오리 레 무라 성당 안의 알바니 경당으로 이장되었다. 그리스어로 새긴 그의 비문은 아직도 보존되어 있다.

## 같이 보기
- 로마의 히폴리투스